# Харампурське нафтогазоконденсатне родовище
Харампурське нафтогазоконденсатне родовище — одне з родовищ на півночі Тюменської області (Росія), розташоване у 660 км на схід від Салехарду. 

## Геологічна інформація
Родовище належить до Надим-Пур-Тазівської нафтогазоносної області Західносибірської нафтогазоносної провінції. 
В межах родовища встановлено 28 нафтових, газоконденсатонафтових, газонафтових, газоконденсатних та газових покладів, що належать до пластово-склепінного, масивного та літологічно-екранованого типів. Останні належать до туронського та сеноманського ярусів верхньої крейди, при цьому туронські відкладення характеризуються низькою проникністю, що ускладнює їх вилучення.
Глибина залягання нафтових пластів 2900-3000 метрів, газових покладів — 1000—1100 метрів. 
Колектори — пісковики з лінзоподібними вкрапленнями глин. 
Запаси за російською класифікаційною системою по категоріях АВС1+С2 оцінюються у 88 млн т рідких вуглеводнів та 903 млрд м³ газу. У випадку підтвердження останньої оцінки родовище можна буде віднести до категорії супергігантських (більше 5 млрд барелів нафтового еквівалента).

## Розробка
Відкриття родовища припало на 1979 рік. Розробка нафтових покладів розпочалась у 1990-му, проте тривалий час стримувалась відсутністю системи утилізації попутного нафтового газу, який доводилось спалювати. Лише в 2014-му тут була введена в експлуатацію дотисна компресорна станція, завдяки чому рівень утилізації попутного газу досягнув 95 % (за проектом газ може закачуватись назад у пласт). За перші 25 років розробки на родовищі видобуто 34 млн.т нафти та 11 млрд м³ газу.
В 2013 році затвердила план розвитку газового промислу. На першому етапі видобуток буде вестись переважно із сеноманського горизонту в обсягах до 8 млрд м³ на рік при 1 млрд м³ із відкладень турона. Таким чином розраховують вилучити 190 млрд м³ газу. Другий етап повинен базуватись на повномасштабній розробці туронських покладів та забезпечити вихід на рівень виробництва 24 млрд м³ на рік. В межах реалізації цього плану під час дослідно-промислової експлуатації споруджено три свердловини різної конструкції для вибору оптимального варіанту розробки туронських відкладень. Газовий промисел запустили в 2020-му із введенням в дію газопроводу Харампурське – Уренгой-Челябінськ.